# 유영교
유영교(1946년 ~2006, 서울특별시 출생)은 대한민국의 조각가이다.
홍익대학교 회화과를 졸업한 후, 이탈리아까라에서 유학했다. 대학을 마치고 청년작가로 활동하던 유영교는 약관의 나이 27살 되던 해에 석조 '운무(雲霧)'로 국전에서 조각부문 최고상인 국무총리상을 수상한다. 여기에 그치지 않고 그 이듬해인 1974년에는 한국 구상미술의 본산이라 할 수 있는 목우회에서 조각부문 최고상인 JP상(당시 국무총리였던 김종필씨에 의해 수여된 상)을 수상하고, 다시 국전에서 국회의장상을 수상하면서 조각가 유영교는 단번에 한국 조각계의 최고의 스타가 된다. 

## 약력
| 약력 목록 |
| --------- |
|           |

## 활동

### 작품
- 부부상, 대리석, 22*14*23, 고경철외3인,"국내외 기술로드맵을 통해 본 지능형로봇 기술개발의 동향 (R&D Trends of Intelligent Robotics on the Roadmap",로봇공학회 논문지 제2권 1호 (통권3호) 2007.03,[1]

## 같이 보기
- 미술
- 조각
- 조각가